# Mount Dana
Der Mount Dana ist ein 3982 m hoher Berg in der Sierra Nevada im Bundesstaat Kalifornien der Vereinigten Staaten. Er liegt auf der Grenze zwischen dem Mono County und dem Tuolumne County. Der Gipfel bildet die zweithöchste Erhebung im Yosemite-Nationalpark. Der Berg ist nach dem Geologen James Dwight Dana benannt.

## Lage und Umgebung

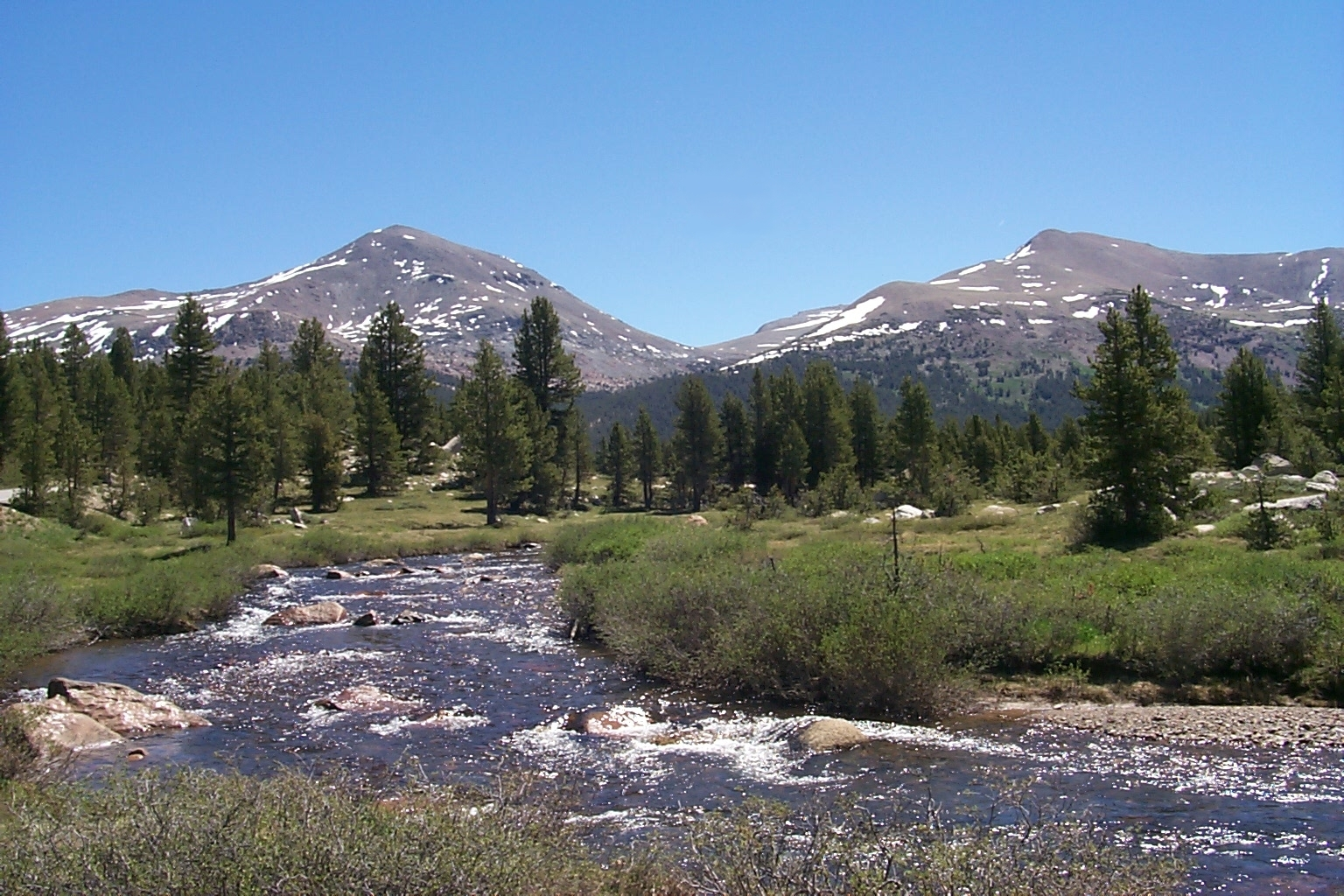
Mount Dana (links), im Vordergrund die Dana Meadows mit dem Tuolumne River

Westlich des Gipfels erstreckt sich der Yosemite-Nationalpark, östlich liegt die Ansel Adams Wilderness. Nordwestlich verläuft der Tioga Pass (California State Route 120). An der Nordseite des Mount Dana befindet sich ein kleiner Gletscher, der Dana-Gletscher, und in einem Seitental der Dana Lake. An der Nordwestflanke an der Straße liegt der Tioga Lake, am westlichen Fuß des Bergs befinden sich die Dana Meadows, durch die der Bach Dana Fork fließt. Er mündet in den Tuolumne River, welcher die Tuolumne Meadows durchfließt. Vom Gipfel bietet sich ein großer Rundumblick, so ist auch der Mono Lake am Ostrand der Sierra Nevada von hier aus zu sehen.
Gipfel in der Umgebung sind der Tioga Peak im Norden, der Mount Gibbs im Süden und der Gaylor Peak im Nordwesten. Die Dominanz beträgt 18,35 km, der Berg ist also die höchste Erhebung im Umkreis von 18,35 km. Er wird überragt von dem südsüdwestlich liegenden, 17 m höheren Mount Lyell.